# Action catholique des enfants
Pour les articles homonymes, voir ACE.
L’Action catholique des enfants, (ACE), est un mouvement chrétien d’éducation populaire français qui s’adresse à tous les enfants de 6 à 15 ans et qui s'appelait autrefois l'association des « Cœurs vaillants-Âmes vaillantes », fondée par les Pères Gaston Courtois et Jean Pihan (prêtre de la congrégation des Fils de la Charité).
C'est une association loi de 1901 reconnue d'éducation populaire par le ministère de la Jeunesse et des Sports.

## Organisation
Le mouvement est organisé en clubs ACE. Il s'agit de petits groupes d'enfants (encadrés par un responsable adulte) et regroupés par tranches d'âges de 2 à 3 ans.
Chaque tranche d'âge porte un nom :
- Perlin : entre 6 et 8 ans
- Fripounet : entre 9 et 11 ans
- Triolo : entre 11 et 13 ans
- Top-Ado : entre 13 et 15 ans

## Thème d'année
Le thème d'année est une campagne sur deux ans qui permet de sensibiliser et d'informer les enfants sur des sujets de société qui les préoccupent (respect des autres, environnement, loisirs…).
- 2001-2002 : « Si tu l’dis, ça l’fait ! »
- 2002-2003 : « Zoom sur la vie »
- 2003-2004 : « Si tu aimes le jeu booste-le »
- 2004-2005 : « Objectif Terre ! engage-toi pour la planète »
- 2005-2006 : « Donne du prix à la vie »
- 2006-2007 : « On n’est pas fait pour se battre ; osons cultiver la paix »
- 2007-2009 : « On a besoin de jouer, de rêver, de s’exprimer »
- 2009-2011 : : « T’es pas comme moi et alors ?! » (Angle : handicap 2009/2010. Angle : relations filles et garçons, en 2010/2011)
- 2012-2013 : « Toi+moi=Nous »
- 2013-2015 : « Plus d’attention = Moins de pollution »
- 2015-2017 : « Prendre le temps… »
- 2017-2019 : « Plus fort, ensemble ! »
- 2019-2021 : « Meilleur qu'hier ! »

## Événements

### Fête du jeu
L'Action catholique des enfants a organisé depuis 1990 une journée « fête du jeu » avec le soutien du ministère de la Jeunesse et des Sports. Depuis 2001, un collectif d'associations, dont fait partie l'ACE, organise cet événement.

### Journée nationale
Depuis 2005, l'Action Catholique des Enfants fête sa journée nationale le premier dimanche de l'Avent. Environ 500 animations sont organisées en France, parfois autour d'un thème, comme en 2007 (le 70e anniversaire) ou en 2009 ("On a tant de choses à vous dire" pour les 20 ans des droits de l'enfant)

## Droits de l'enfant
En 1989, l'association milite en faveur de la ratification par la France de cette Convention Internationale des Droits de l’Enfant que prépare l’ONU. À cette fin, les enfants font signer une pétition en ce sens à leur entourage, qui a recueilli 80 000 signatures et a été remise en décembre 1989 à Hélène Dorlhac, secrétaire d’État à la famille.
L'association continue de soutenir les droits de l’enfant en relayant les manifestations qui y sont relatives. Elle fait partie du collectif "Agir ensemble pour les droits de l’enfant" (AEDE) qui rassemble 51 organisations pour évaluer la mise en œuvre de la Convention internationale des droits de l'enfant en France.

## International
À l'international, l'Action Catholique des Enfants a donné naissance au MIDADE (Mouvement international d’apostolat des enfants).

## Historique
Dans les années 1920 en France, les 'patronages' regroupent de nombreux enfants catholiques de milieux populaires. Le mouvement prend de l'ampleur à travers le pays, sans coordination nationale.
À partir de la création du journal Cœurs Vaillants le 8 décembre 1929 par Gaston Courtois et Jean Pihan où sont publiées Les Aventures de Tintin de Hergé, les lecteurs se regroupent autour du journal et en 1936 les Évêques demandent officiellement la constitution autour du journal d'un grand mouvement d'enfants chrétiens. Un autre journal, Âmes vaillantes, est fondé le 8 décembre 1938, et le mouvement devient « Cœurs vaillants-Âmes vaillantes ». À partir de novembre 1945 le journal Fripounet et Marisette, destiné aux enfants de 8 à 12 ans (qui deviendra simplement Fripounet en 1969) paraît.
Le premier rassemblement national des « Cœurs Vaillants » a lieu en 1953 à Pontoise. En octobre 1956, naît le journal Perlin et Pinpin, destiné aux enfants de 6 à 8 ans.
Le Mouvement CV-AV change de nom et devient l' Action Catholique de l'Enfance en 1956 et donne naissance au MIDADE à l'international en 1966. En 1972 le mouvement s'ouvre à tous les enfants, sans distinction de religion et devient l'Action Catholique des Enfants en 1975.
La première Fête du Jeu a lieu en 1990 et la première journée nationale le 27 novembre 2005.
Le 23 juin 2010, l'ACE signe un accord cadre avec l'Enseignement catholique pour proposer l'ACE dans les établissements.
En 2015, L'ACE a participé à la création du Fonds de dotation Cœurs Vaillants-Âmes Vaillantes.

## Publications
Plusieurs revues sont éditées par l'Association Catholique des Enfants :
- Relais est un magazine trimestriel destiné aux bénévoles, aux accompagnateurs et aux animateurs (n'est plus publié depuis 2014).
- Ricochet est un journal trimestriel destiné aux enfants de 6 à 10 ans.
- Vitamine est un journal trimestriel destiné aux jeunes ados de 11 à 15 ans.

## Personnalités ayant été membres de l'ACE
- Stéphane Arcas, metteur en scène et plasticien, était en club à Nérac.
- Cabu, dessinateur et caricaturiste français, a été en club à Châlons-en-Champagne.
- Mgr Gérard Coliche, évêque auxiliaire de Lille, a été aumônier diocésain de l'ACE de 1974 à 1982
- Cécile Duflot, ministre des gouvernements Ayrault, ancienne secrétaire nationale d'Europe Écologie Les Verts, a été en club ACE[3]
- Mgr Gilbert Louis, évêque de Châlons-en-Champagne, a été aumônier diocésain de l'ACE dans les années 1970
- P. Jean Pihan, fondateur.
- Jeanne Cherhal, chanteuse française, a été responsable ACE en[4]
- Jean-Baptiste Harang, écrivain et journaliste français, a été Cœur Vaillant dans le Jura. Il a écrit Nos cœurs vaillants en 2010.
- Alain Souchon et Laurent Voulzy, chanteurs français.